# Güttenhausen

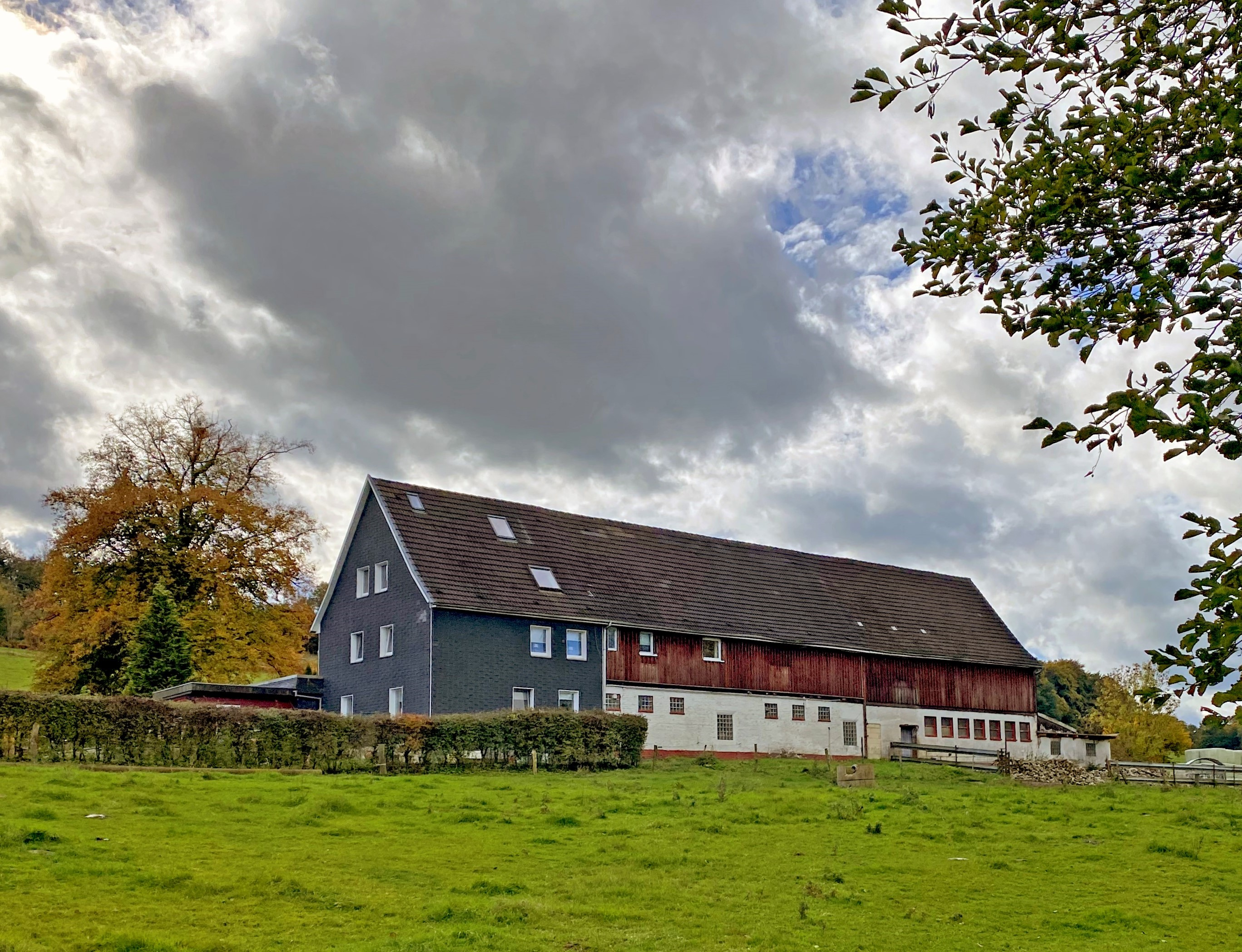
Hof Güttenhausen 1

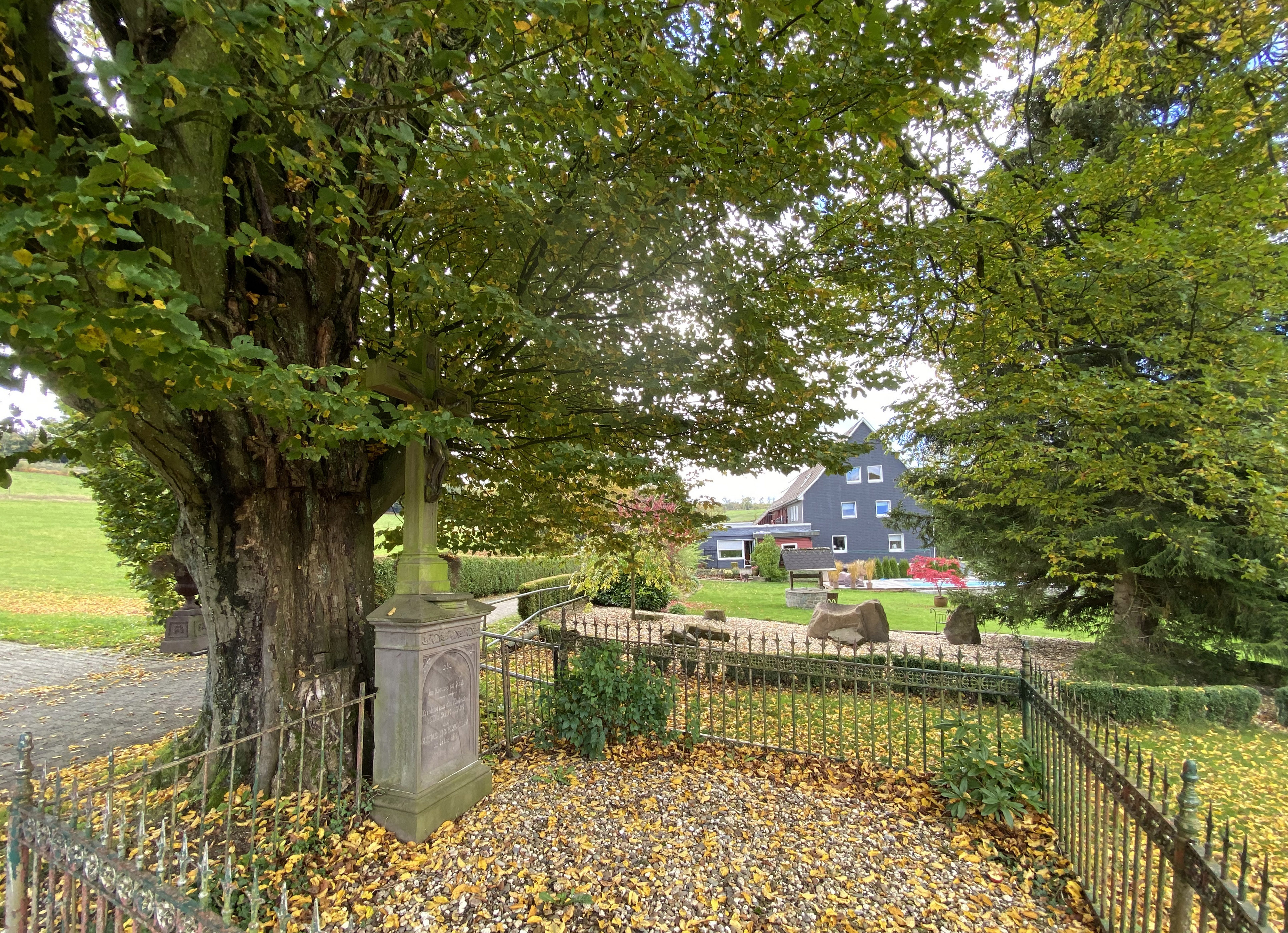
Baudenkmal Wegekreuz (1871)

Güttenhausen ist eine Ortschaft von Wipperfürth im Oberbergischen Kreis im Regierungsbezirk Köln in Nordrhein-Westfalen (Deutschland).

## Lage und Beschreibung
Güttenhausen liegt im Norden von Wipperfürth am „Stooter Arm“ der Bevertalsperre. Nachbarortschaften sind Müllensiepen, Levenhausen, Bruch, Schwickertzhausen und Egen. 130 m westlich der Ortschaft fließt der Güttenhausener Bach in den in die Bever mündenden Levenhausener Siepen. Der Wupperverband betreibt in Güttenhausen an der Bever eine Messstation. Hier werden unter anderem Niederschläge, Pegelstände und biologische Daten erfasst.
Politisch wird die Ortschaft durch den Direktkandidaten des Wahlbezirks 17.2 (172) Egen im Rat der Stadt Wipperfürth vertreten.

## Geschichte
Die Karte Topographia Ducatus Montani aus dem Jahre 1715 zeigt einen einzelnen Hof und bezeichnet diesen mit „Güttenhusen“. Die Topographische Aufnahme der Rheinlande von 1825 verwendet bereits die heute gebräuchliche Ortsbezeichnung „Güttenhausen“.
1871 errichteten man ein im Ort stehendes Wegekreuz aus Sandstein, das heute unter Denkmalschutz steht.

## Busverbindungen
Die Bushaltestellen Bruch und Egen der Linie 337 (VRS/OVAG) stellen die Anbindung an den öffentlichen Personennahverkehr her.

## Wanderwege
Folgende Wanderwege führen direkt an der Ortschaft vorbei:
- Die SGV-Hauptwanderstrecke X7 (Residenzenweg) von Arnsberg nach Düsseldorf-Gerresheim
- Der Ortsrundwanderweg A3